# 最令人烦恼的解析
最令人烦恼的解析 （most vexing parse）是C++编程语言中的一种反直觉的二义性解析形式。 在一些场景下，编译器无法区分某语句是初始化时某对象的参数，还是声明一个函数时指定参数类型。在这些情况下，编译器将该行解释为函数声明。

## 出现
术语"most vexing parse" 最初由Scott Meyers用于2001年的书籍 Effective STL中。  尽管在C语言中不常见，但这种现象在 C++ 中很常见，直到C++11推出了统一初始化才得以解决。

## 示例

### C风格强制类型转换
一个例子如下：
```
void
 
f
(
double
 
my_dbl
)
 
{

  
int
 
i
(
int
(
my_dbl
));

}

```

上面的第 2 行是有歧义的。一种可能的解释是声明一个变量 i ，初始值通过转换my_dbl 到一个int而来。但是，C 允许在函数参数声明周围使用多余的括号；因此，声明的i实际上等同于以下代码：
```
// A function named i takes an integer and returns an integer.

int
 
i
(
int
 
my_dbl
);

```

### 未命名的临时对象
一个更可能出现的例子是：
```
struct
 
Timer
 
{};

struct
 
TimeKeeper
 
{

  
explicit
 
TimeKeeper
(
Timer
 
t
);

  
int
 
get_time
();

};

int
 
main
()
 
{

  
TimeKeeper
 
time_keeper
(
Timer
());

  
return
 
time_keeper
.
get_time
();

}

```

其中
```
  
TimeKeeper
 
time_keeper
(
Timer
());

```

是有歧义的，它可以被解释为：
1. 一个变量：定义为类TimeKeeper的变量time_keeper，用类Timer的匿名实例初始化。
2. 一个函数声明：声明了一个函数time_keeper，返回一个TimeKeeper，有一个（未命名的）参数。参数的类型是一个（指向）不接受输入并返回Timer对象的函数（的指针）[Note 1] 。

C ++标准采取第二种解释，这与上面的第9行不一致。例如，Clang++警告第9行存在最令人烦恼的解析，并报错：
```
$ clang++ time_keeper.cc

timekeeper.cc:9:25: 
warning:
 parentheses were disambiguated as a function declaration

      
[-Wvexing-parse]

  TimeKeeper time_keeper(Timer());
                        
^~~~~~~~~

timekeeper.cc:9:26: note: 
add a pair of parentheses to declare a variable
  TimeKeeper time_keeper(Timer());
                         
^

                         
(      )

timekeeper.cc:10:21: 
error:
 member reference base type 'TimeKeeper (Timer (*)())' is not a

      
structure or union

  return time_keeper.get_time();
         
~~~~~~~~~~~^~~~~~~~~
```

## 解决方案
这些有歧义的声明往往不会被解析为程序员所期望的语句。  C++ 中的函数类型通常隐藏在typedef之后，并且通常具有显式引用或指针限定符。要强制扭转解析的结果，常见做法是换一种不同的对象创建或转换语法。
在类型转换的示例中，有两种替代语法：“C 风格强制类型转换”
```
// declares a variable of type int

int
 
i
((
int
)
my_dbl
);

```

或一个static_cast转换：
```
int
 
i
(
static_cast
<
int
>
(
my_dbl
));

```

在变量声明的示例中，首选方法（自 C++11 起）是统一（大括号）初始化。  这也允许完全省略类型名称：
```
//Any of the following work:

TimeKeeper
 
time_keeper
(
Timer
{});

TimeKeeper
 
time_keeper
{
Timer
()};

TimeKeeper
 
time_keeper
{
Timer
{}};

TimeKeeper
 
time_keeper
(
     
{});

TimeKeeper
 
time_keeper
{
     
{}};

```

在 C++11 之前，强制获得预期解释的常用手段是使用额外的括号或拷贝初始化：
```
TimeKeeper
 
time_keeper
(
 
/*Avoid MVP*/
 
(
Timer
())
 
);

TimeKeeper
 
time_keeper
 
=
 
TimeKeeper
(
Timer
());

```

后一种写法中，拷贝赋值运算符 有可能被编译器优化。  自C++17开始，这种优化受到保证。

## 注记
1. ↑  根据C++类型退化规则，作为参数声明的函数等价于一个指向同类型函数的指针。参见C++函数对象的实例。